# Басси, Уго
Уго Басси (итал. Ugo Bassi), имя при рождении Джузеппе Басси (итал. Giuseppe Bassi; 12 августа 1801, Ченто — 8 августа 1849, Болонья) — итальянский священник и патриот времён Рисорджименто, соратник Гарибальди.

## Биография
Джузеппе Басси родился 12 августа 1801 года в Ченто, в семье Луиджи Басси и Феличиты Россетти. В 1835 году взял имя Уго в честь Фосколо. Изучал риторику в школе варнавитов в Болонье, в 1819 году присоединился к их римской конгрегации и в 1821 году принял обеты. Позднее преподавал в Неаполе, в 1825 году рукоположён в священника. Посвятил себя проповедованию в Неаполе и позднее в Пьемонте, стремясь способствовать распространению либеральных идей. Во время первой войны за объединение Италии Басси, нарушив волю Папы Римского Пия IX, в апреле 1848 года присоединился в качестве капеллана к добровольцам генерала Дурандо. 12 мая 1848 года Басси был трижды ранен в Тревизо и переправлен в Венецию, позднее участвовал в её обороне. 29 июля 1848 года Басси был лишён сана, но так и не получил на руки соответствующего документа. Перебравшись в Рим, присоединился, вновь как капеллан, к гарибальдийцам, оборонявшим Римскую республику, а после поражения революции бежал вместе с Гарибальди в Сан-Марино. Затем, в составе отряда из трёхсот человек, сопровождавших Гарибальди в Венецию, высадился в Чезенатико. Вместе с капитаном Ливраги он добрался в Комаккьо, где оба были захвачены австрийскими войсками 4 августа 1849 года, 7 августа переправлены в Болонью и 8 августа, после спешного суда, расстреляны на местном кладбище картезианского монастыря по ложному обвинению (священник якобы был захвачен с оружием в руках). Смертный приговор был одобрен совещанием во дворце папского легата, в котором участвовали исключительно «мирские священники» — девять болонских и трое венгерских (последние отказались подписать документ). Многие патриоты (включая Гарибальди) обвиняли папского легата кардинала Бедини и Пия IX в нежелании принять меры для спасения Басси, хотя есть основания предполагать, что поспешность всей операции объяснялась именно желанием австрийцев оставить в неведении легата и Папу Римского. Спустя годы министр Сардинского королевства Марко Мингетти писал графу Джузеппе Пазолини, что вмешательство Бедини в действия генерала Горшковски принесло бы нулевые результаты, поскольку папский легат не отличался живостью ума. Бедини в самом деле устал от австрийского вмешательства в его компетенцию и стал демонстрировать своё недовольство действиями оккупантов, сначала робко, затем с большей горячностью. Тем не менее, в итоге он предпочёл, чтобы Святой Престол освободил его от должности в 1852 году.